# Masakra w Grotach Ardeatyńskich
Masakra w Grotach Ardeatyńskich (wł. Eccidio delle Fosse Ardeatine) – masowa egzekucja 335 Włochów i Żydów przeprowadzona przez funkcjonariuszy SS 24 marca 1944 w Grotach Ardeatyńskich na przedmieściach Rzymu. Zbrodni dokonano w odwecie za zamach na kolumnę niemieckiej policji Ordnungspolizei, przeprowadzony dzień wcześniej w Rzymie przez członków włoskiego ruchu oporu. Masakra w Grotach Ardeatyńskich stała się symbolem niemieckich zbrodni popełnionych we Włoszech w czasie II wojny światowej.

## Geneza
Klęski ponoszone przez Państwa Osi na wszystkich frontach II wojny światowej, a w szczególności uwieńczony sukcesem desant wojsk alianckich na Sycylii, zachwiały reżimem Benito Mussoliniego. Włoska generalicja wspierana przez obóz monarchistyczny oraz część faszystowskiej elity intensywnie poszukiwała możliwości wycofania kraju z przegranej wojny. 24 lipca 1943 Wielka Rada Faszystowska udzieliła Mussoliniemu wotum nieufności. Następnego dnia król Wiktor Emanuel III polecił aresztować dyktatora, powierzając jednocześnie ster rządów marszałkowi Pietro Badoglio. Nowy rząd oficjalnie deklarował wolę utrzymania sojuszu z Niemcami, lecz w tajemnicy rozpoczął negocjacje pokojowe z państwami alianckimi. 3 września 1943 w sycylijskim Cassibile podpisane zostało zawieszenie broni. Kapitulację Włoch ogłoszono oficjalnie pięć dni później .
Odpowiedź Hitlera nastąpiła błyskawicznie. Oddziały niemieckiego Wehrmachtu wkroczyły na terytorium Włoch i nie napotykając większego oporu, rozbroiły włoską armię. W ciągu kilku dni znaczna część kraju, w tym Rzym oraz cała uprzemysłowiona północ, znalazła się de facto pod niemiecką okupacją. 12 września 1943 niemieccy spadochroniarze uwolnili Mussoliniego przetrzymywanego w hotelu Campo Imperatore w masywie Gran Sasso (zob. operacja Eiche w haśle Otto Skorzeny). Niedługo później ogłoszono ustanowienie marionetkowej Włoskiej Republiki Socjalnej z siedzibą w Salò (tzw. Republika Salò) .
Upadek Mussoliniego i niemiecka okupacja przyczyniły się do wzrostu aktywności antyfaszystowskiego ruchu oporu, w którym znaczną rolę odgrywali komuniści. Okupowane terytorium Włoch ogarnęła wkrótce zacięta wojna partyzancka. Odpowiedzią Niemców na akcje ruchu oporu były brutalne represje wobec ludności cywilnej.

## Zamach na Via Rasella

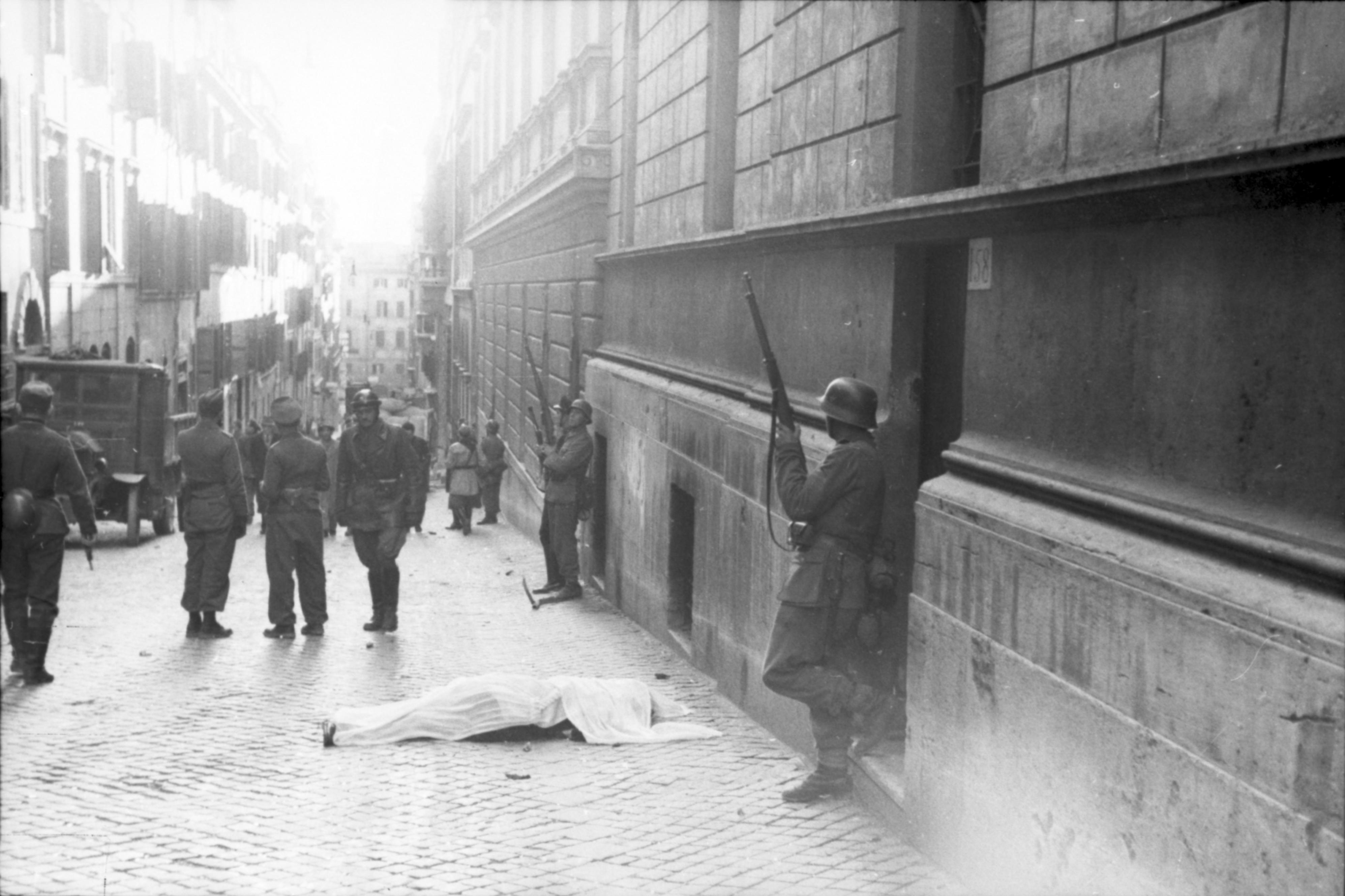
Via Rasella sfotografowana niedługo po zamachu 23 marca. Widoczne na zdjęciu ciało należy prawdopodobnie do włoskiego cywila zabitego w czasie łapanki

23 marca 1944, tj. w 25. rocznicę narodzin włoskiego ruchu faszystowskiego, bojowcy z komunistycznej organizacji o nazwie Gruppi d’Azione Patriottica (pol. „Grupy Czynu Patriotycznego”) dokonali w Rzymie zamachu bombowego na kolumnę niemieckiej policji maszerującą ulicą Via Rasella. Zaatakowani policjanci należeli do 11 Kompanii Pułku Policji SS „Bozen”, w którego szeregach służyli przede wszystkim volksdeutsche z włoskiego Tyrolu Południowego. W wyniku eksplozji 28 policjantów zginęło na miejscu, a pięciu kolejnych zmarło z ran w ciągu następnych kilku godzin. Liczba zabitych w zamachu Niemców zamknęła się ostatecznie liczbą czterdziestu dwóch. Śmierć poniosło także kilku włoskich przechodniów .
Wszyscy bojowcy wraz ze swoim dowódcą Rosario Bentivegną zdołali uciec z miejsca zamachu .

## Niemiecki odwet

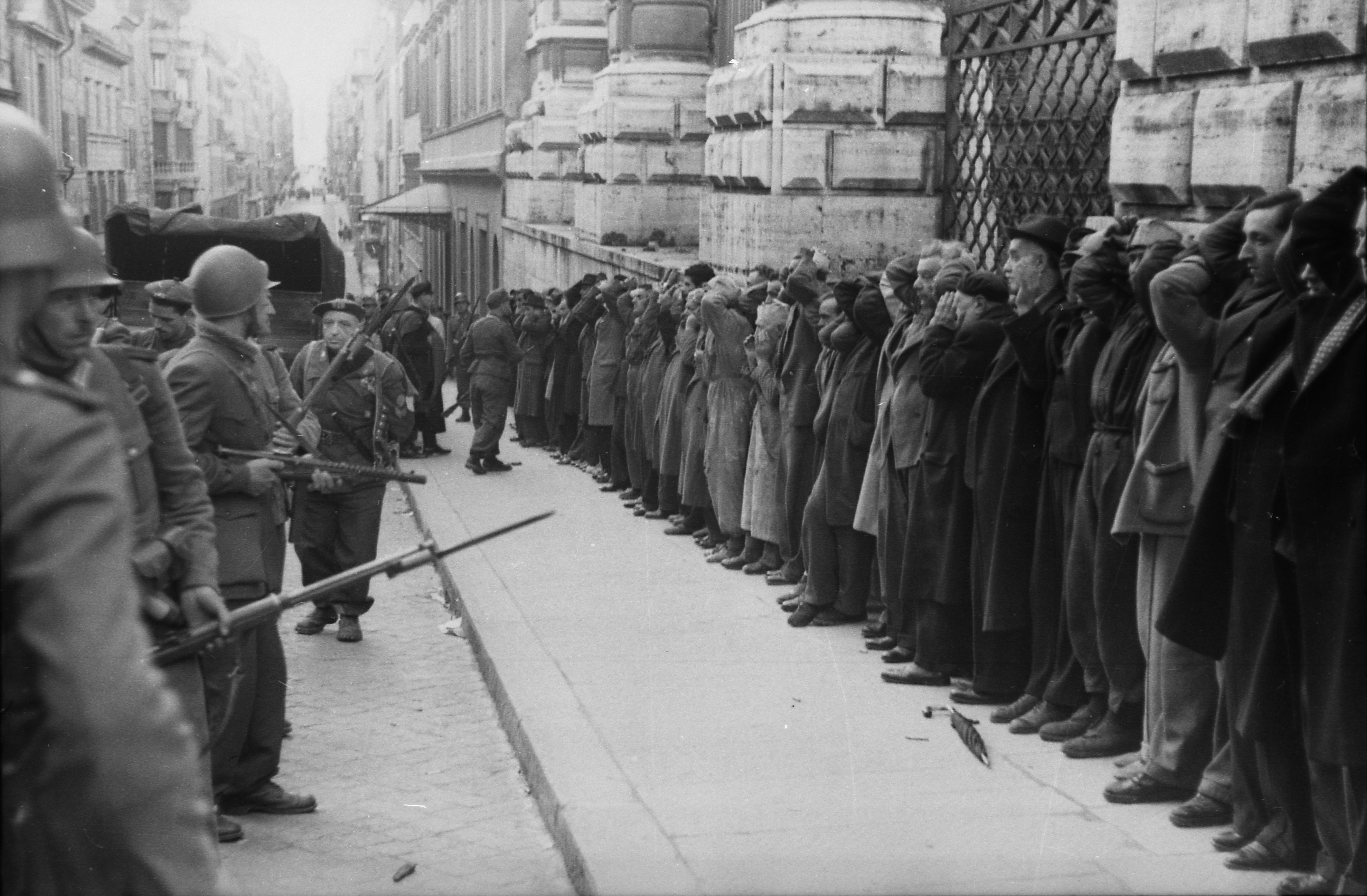
Łapanka urządzona przez Niemców i ich włoskich kolaborantów w rejonie Palazzo Barberini. 24 marca 1944

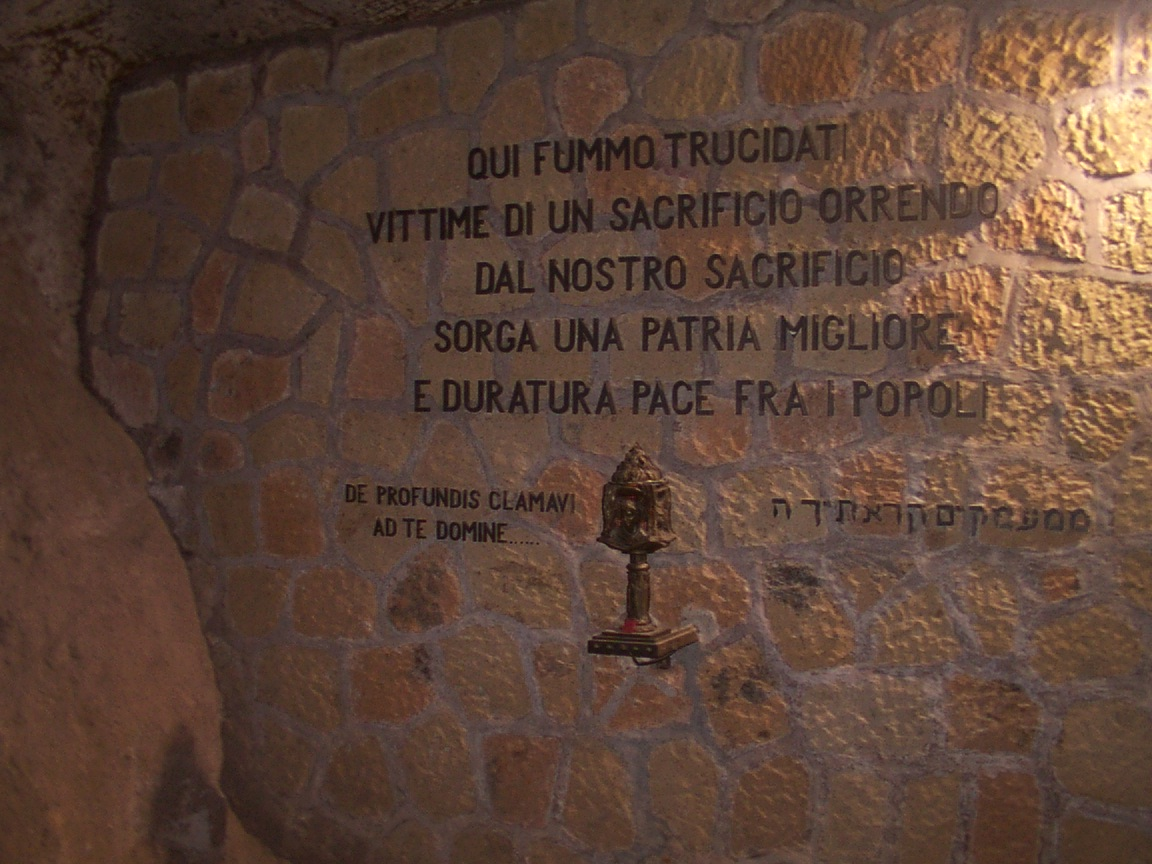
Wnętrze mauzoleum w Grotach Ardeatyńskich

Wieczorem 23 marca komendant SD i policji bezpieczeństwa w Rzymie (KdS), SS-Obersturmbannführer Herbert Kappler, oraz wojskowy komendant miasta, generał porucznik Kurt Mälzer, zaproponowali przeprowadzenie odwetowej egzekucji włoskich zakładników (w proporcji dziesięciu Włochów za każdego zabitego policjanta). Zasugerowali przy tym, aby rozstrzelać w pierwszym rzędzie tych Włochów, którzy zostali już wcześniej skazani na śmierć i w oczekiwaniu na wykonanie wyroku przebywali w rzymskich więzieniach nadzorowanych przez SD i Sipo. Wniosek ten został zaaprobowany przez generała pułkownika Eberharda von Mackensena, dowódcę niemieckiej 14 Armii, w której strefie operacyjnej leżał Rzym, a także przez naczelnego dowódcę wojsk niemieckich we Włoszech – feldmarszałka Alberta Kesselringa .
Akcją odwetową kierowali bezpośrednio SS-Hauptsturmführer Erich Priebke oraz SS-Hauptsturmführer Karl Hass – funkcjonariusze w urzędzie rzymskiego KdS. Z miejscowych więzień wybrali oni wszystkich skazańców oczekujących na wykonanie wyroku śmierci. Szybko okazało się jednak, że ich liczba jest zbyt mała, aby osiągnąć wymaganą przez niemieckie dowództwo liczbę 330 rozstrzelanych. W tej sytuacji Priebke i Hass postanowili dołączyć do grona zakładników także Włochów skazanych na kary więzienia lub przetrzymywanych bez wyroku (byli to zazwyczaj więźniowie polityczni podejrzewani o związki z ruchem oporu) . Ponadto zapadła decyzja o rozstrzelaniu co najmniej 70 Żydów – w większości pensjonariuszy rzymskiego więzienia Regina Coeli . Na koniec, aby osiągnąć wyznaczony limit, Niemcy i ich włoscy kolaboranci urządzili łapankę na ulicach Rzymu .
Egzekucja „wyselekcjonowanych” w ten sposób ofiar rozpoczęła się 24 marca około godziny 15:30 . Na miejsce straceń Niemcy wybrali Groty Ardeatyńskie na przedmieściach Rzymu, gdzie znajdowały się niegdyś chrześcijańskie katakumby, a później kamieniołom, w którym wydobywano tuf wulkaniczny  . Wybór tego miejsca miał ułatwić zachowanie egzekucji w sekrecie, a także pozwolić na łatwe ukrycie zwłok . Tuż przed rozpoczęciem egzekucji Priebke i Hass zorientowali się, że przez pomyłkę przywieźli do jaskiń 335 mężczyzn – czyli o pięciu więcej niż przewidywały rozkazy dowództwa. Po krótkim namyśle esesmani postanowili rozstrzelać także owych pięciu zakładników, gdyż uznali, że ich oszczędzenie uniemożliwiłoby zachowanie zbrodni w tajemnicy  .
Ofiary, których ręce były związane za plecami, wprowadzano do jaskiń grupami po pięciu, po czym zmuszano do uklęknięcia. Po ustaleniu personaliów skazańców oficer SS skreślał nazwiska z listy, a następnie jego podwładni mordowali ofiary strzałem w tył głowy  . Egzekucja odbywała się w świetle płonących pochodni . W późniejszej fazie masakry zmuszano skazańców, aby celem zaoszczędzenia miejsca klękali na zwłokach osób zamordowanych przed nimi  . Członkowie plutonu egzekucyjnego znajdowali się pod wpływem alkoholu, co przekładało się na celność strzałów . Egzekucja trwała do wczesnych godzin wieczornych. Po jej zakończeniu Niemcy przy użyciu materiałów wybuchowych zasypali wejście do kamieniołomu. Nieustalona liczba ciężko rannych skazańców została w ten sposób pogrzebana żywcem  .
Tego dnia w Grotach Ardeatyńskich rozstrzelano 335 mężczyzn (Włochów i Żydów). Śledczym i historykom udało się ustalić personalia 323 ofiar. Najmłodszy z zamordowanych miał 15 lat, wiek najstarszego przekroczył 70 lat .

## Upamiętnienie
Masakra w Grotach Ardeatyńskich stała się symbolem niemieckich zbrodni popełnionych we Włoszech w czasie II wojny światowej . Miejsce egzekucji zostało przekształcone w cmentarz i mauzoleum. Co roku odbywają się tam uroczystości upamiętniające zamordowanych  .

## Odpowiedzialność sprawców
Część osób odpowiedzialnych za masakrę w Grotach Ardeatyńskich stanęła przed alianckimi bądź włoskimi sądami:
- Pietro Caruso, szef kolaborującej z Niemcami policji włoskiej, uczestniczący w kompletowaniu listy zakładników rozstrzelanych w Grotach Ardeatyńskich, został schwytany przez aliantów jeszcze przed zakończeniem wojny. 20 września 1944 sąd w Rzymie skazał go na karę śmierci. Wyrok wykonano następnego dnia[13].
- generałowie Eberhard von Mackensen i Kurt Mälzer zostali w 1946 roku uznani przez brytyjski trybunał wojskowy współwinnymi masakry i skazani na karę śmierci. Ostatecznie żaden z nich nie został jednak stracony. W marcu 1952 roku Mälzer zmarł w więzieniu. Z kolei von Mackensen wyszedł na wolność siedem miesięcy później[4] .
- feldmarszałek Albert Kesselring stanął w lutym 1947 roku przed brytyjskim trybunałem wojskowym. Po trwającym blisko trzy miesiące procesie został uznany za winnego popełnienia zbrodni na włoskiej ludności cywilnej, w tym współsprawstwa w egzekucji 335 zakładników w Grotach Ardeatyńskich. Feldmarszałek został skazany na karę śmierci, lecz wyrok zamieniono wkrótce na karę dożywotniego pozbawienia wolności. W 1952 roku został zwolniony z więzienia, zmarł osiem lat później[4] [14].
- SS-Obersturmbannführer Herbert Kappler został w 1948 roku skazany przez włoski sąd wojskowy na karę dożywotniego pozbawienia wolności[15]. W sierpniu 1977 zdołał z pomocą żony uciec z włoskiego więzienia i powrócić do Niemiec Zachodnich. Władze w Bonn odmówiły ekstradycji Kapplera do Włoch, uzasadniając to złym stanem jego zdrowia. Ostatecznie były komendant SD i Sipo w Rzymie zmarł na raka w lutym 1978 roku[4] .
- SS-Hauptsturmführer Erich Priebke po krótkim pobycie w brytyjskiej niewoli uciekł do Argentyny, gdzie spędził blisko 50 lat. Pod naciskiem władz włoskich i niemieckich władze w Buenos Aires zgodziły się w drugiej połowie lat 90. na jego ekstradycję. W 1998 roku włoski sąd skazał Priebkego na karę dożywotniego pozbawienia wolności. W tym samym procesie na karę dożywotniego więzienia skazany został również SS-Hauptsturmführer Karl Hass[4] . Hass i Priebke zmarli odpowiednio w 2004 i 2013 roku.

Ujawnione po 2010 roku dokumenty niemieckiego Auswärtiges Amt wskazują, że część sprawców masakry w Grotach Ardeatyńskich pozostała bezkarna, gdyż na przełomie lat 50. i 60. rządy Włoch i RFN de facto zrezygnowały z ich ścigania . Dla przykładu SS-Hauptsturmführer Carl-Theodor Schütz, który w czasie masakry kierował plutonem egzekucyjnym, był po wojnie pracownikiem zachodnioniemieckiego wywiadu BND. Z kolei Kurt Winden, który uczestniczył w „selekcji” więźniów przeznaczonych do rozstrzelania w Grotach Ardeatyńskich, pracował po wojnie jako szef działu prawnego w oddziale Deutsche Banku we Frankfurcie nad Menem .

## W kulturze
Masakra w Grotach Ardeatyńskich znalazła odzwierciedlenie w dziełach kultury. W tym kontekście wymienić należy:
- Dieci italiani per un tedesco (Via Rasella) – włoski dramat wojenny z 1962 roku w reżyserii Filippo Walter Rattiego[16].
- Rappresaglia (polski tytuł: Masakra w Rzymie) – włosko-francuski dramat wojenny z 1973 roku w reżyserii George’a P. Cosmatosa. W filmie tym w rolę Herberta Kapplera wcielił się Richard Burton[17].
- Le fosse Ardeatine – symfonia Williama Schumana z 1968 roku[18].